# 天主教海州宗座监牧区
天主教海州监牧区（拉丁語：Apostolica Praefectura Haichovensis）是天主教会在中国江苏省北部设立的一个宗座监牧区。
1949年6月9日，罗马教廷在上海代牧区的苏北部分分设2个监牧区：海州监牧区和扬州监牧区。海州监牧区包括东部沿海一带沭阳、盐城、东台和泰州等地，由法国耶稣会管理。。

## 历任宗座监牧
- 格寿平（Ferdinand Lacretelle, S.J.,1902.4.23－1989.5.5），又名Fernand，字养和，法国耶稣会士，神父，出生于法国巴黎。1921年（18岁）加入耶稣会，1934年6月7日（32岁）晋升神甫。1951年2月21日（48岁）被梵蒂冈任命为天主教海州监牧区（1949年6月9日成立）首任监牧，但他留在上海未赴任，之后去台湾，1957年5月31日到达越南西贡。1976年又返回台湾，担任多个本堂的神父。1983年辞去海州监牧职务。1989年5月5日去世，享年87岁。